# Coupe de France de rugby à XIII 2023-2024
Vous lisez un « bon article » labellisé en 2025.
Navigation
Édition précédente Édition suivante
La Coupe de France de rugby à XIII 2023-2024, appelée Coupe de France Lord Derby, est la quatre-vingt-quatrième édition de la Coupe de France de rugby à XIII, compétition à élimination directe. Organisée par la Fédération française de rugby à XIII, elle met aux prises dix-neuf clubs français et voit la victoire de l'A.S. Carcassonne au stade Gilbert-Brutus à Perpignan, qui bat le F.C. Lézignan 22-6. Il s'agit du dix-septième titre du club carcassonnais dans cette compétition, la troisième d'affilée après les éditions 2019 et 2023.
L'édition 2024 met aux prises les dix clubs du Championnat de France de première division (« Élite 1 ») et les neuf clubs du Championnat de France de seconde division (« Élite 2 »). Tout d'abord, six clubs de deuxième division s’affrontent dans des barrages pour les huitièmes de finale, puis se déroulent les huitièmes de finale, les quarts de finale, les demi-finales et la finale.

## Liste des équipes en compétition
Lors de l'édition de cette Coupe de France, les clubs participants sont tous présents dans la première ou seconde division, nommées respectivement Élite 1 et Élite 2.
| Clubs d'Élite 1 (10)      | Clubs d' (Élite 2 (9)     |
| ------------------------- | ------------------------- |
| Albi RL                   | RC Carpentras             |
| SO Avignon                | US Entraigues             |
| AS Carcassonne            | Ille XIII                 |
| FC Lézignan               | RC Lescure-Arthes         |
| XIII limouxin             | Palau XIII                |
| XIII Baroudeur de Pia     | RC Salon                  |
| Saint-Estève XIII catalan | Tonneins XIII             |
| RC Saint-Gaudens          | Villefranche XIII Aveyron |
| Toulouse olympique Elite  | Villegailhenc Aragon XIII |
| Villeneuve RL             |                           |

| \| Albi RL SO Avignon AS Carcassonne FC Lézignan XIII limouxin Saint-Estève XIII catalan RC Saint-Gaudens Toulouse olympique élite Villeneuve RL XIII Baroudeur de Pia RC Carpentras US Entraigues Ille XIII RC Lescure-Arthès Palau XIII RC Salon Tonneins XIII Villefranche XIII Villegailhenc Aragon \| Clubs prenant part à la Coupe de France de rugby à XIII 2023-2024. |
| Albi RL SO Avignon AS Carcassonne FC Lézignan XIII limouxin Saint-Estève XIII catalan RC Saint-Gaudens Toulouse olympique élite Villeneuve RL XIII Baroudeur de Pia RC Carpentras US Entraigues Ille XIII RC Lescure-Arthès Palau XIII RC Salon Tonneins XIII Villefranche XIII Villegailhenc Aragon                                                                          |

## Déroulement de la compétition

### Barrages pour les huitièmes de finale
Les barrages pour les huitièmes de finale, premier tour de cette édition de Coupe de France, se déroulent les samedi 16 et dimanche 17 décembre 2023.
| 16 décembre 2023 15 h | Villefranche XIII Aveyron (2) | 52 - 4 (24 - 0) | (2) R.C. Carpentras | Stade Henri-Lagarde, Villefranche-de-Rouergue Arbitre : M. Stéphane Vincent |
| 16 décembre 2023 15 h |                               |                 |                     | Stade Henri-Lagarde, Villefranche-de-Rouergue Arbitre : M. Stéphane Vincent |
| 16 décembre 2023 15 h |                               |                 |                     | Stade Henri-Lagarde, Villefranche-de-Rouergue Arbitre : M. Stéphane Vincent |

| 17 décembre 2023 15 h | Palau Broncos XIII (2) | 12 - 32 | (2) Villegailhenc-Aragon R.L. XIII | Stade Georges-Vaills, Palau-del-Vidre Arbitre : M. Jordi Crespo |
| 17 décembre 2023 15 h |                        |         |                                    | Stade Georges-Vaills, Palau-del-Vidre Arbitre : M. Jordi Crespo |
| 17 décembre 2023 15 h |                        |         |                                    | Stade Georges-Vaills, Palau-del-Vidre Arbitre : M. Jordi Crespo |

| 17 décembre 2023 15 h | Ille XIII (2) | 64 - 10 | (2) Tonneins Lot et Garonne XIII | Stade Jean-Galia, Ille-sur-Têt Arbitre : M. Mohamed Drizza |
| 17 décembre 2023 15 h |               |         |                                  | Stade Jean-Galia, Ille-sur-Têt Arbitre : M. Mohamed Drizza |
| 17 décembre 2023 15 h |               |         |                                  | Stade Jean-Galia, Ille-sur-Têt Arbitre : M. Mohamed Drizza |

### Tableau final
|  | Huitièmes de finale 6-7 janvier 2024 | Huitièmes de finale 6-7 janvier 2024 |                           |    | Quarts de finale 9-10 mars 2024 | Quarts de finale 9-10 mars 2024 |  |  | Demi-finales 7 avril 2024 | Demi-finales 7 avril 2024 |  |  | Finale 27 avril 2024 | Finale 27 avril 2024 |
|  | Huitièmes de finale 6-7 janvier 2024 | Huitièmes de finale 6-7 janvier 2024 |                           |    | Quarts de finale 9-10 mars 2024 | Quarts de finale 9-10 mars 2024 |  |  | Demi-finales 7 avril 2024 | Demi-finales 7 avril 2024 |  |  | Finale 27 avril 2024 | Finale 27 avril 2024 |
|  |                                      |                                      |                           |    |                                 |                                 |  |  |                           |                           |  |  |                      |                      |
|  | à Carcassonne                        | à Carcassonne                        |                           |    | à Carcassonne                   | à Carcassonne                   |  |  | à Marseille               | à Marseille               |  |  | à Perpignan          | à Perpignan          |
|  | à Carcassonne                        | à Carcassonne                        |                           |    | à Carcassonne                   | à Carcassonne                   |  |  | à Marseille               | à Marseille               |  |  | à Perpignan          | à Perpignan          |
|  | A.S. Carcassonne                     | 52                                   |                           |    | à Carcassonne                   | à Carcassonne                   |  |  | à Marseille               | à Marseille               |  |  | à Perpignan          | à Perpignan          |
|  | A.S. Carcassonne                     | 52                                   |                           |    | à Carcassonne                   | à Carcassonne                   |  |  | à Marseille               | à Marseille               |  |  | à Perpignan          | à Perpignan          |
|  | XIII Baroudeur de Pia                | 0                                    |                           |    | à Carcassonne                   | à Carcassonne                   |  |  | à Marseille               | à Marseille               |  |  | à Perpignan          | à Perpignan          |
|  | XIII Baroudeur de Pia                | 0                                    | A.S. Carcassonne          | 48 |                                 |                                 |  |  | à Marseille               | à Marseille               |  |  | à Perpignan          | à Perpignan          |
|  | à Villefranche-de-Rouergue           |                                      | A.S. Carcassonne          | 48 |                                 |                                 |  |  | à Marseille               | à Marseille               |  |  | à Perpignan          | à Perpignan          |
|  |                                      | R.C. Saint-Gaudens                   | 0                         |    |                                 |                                 |  |  | à Marseille               | à Marseille               |  |  | à Perpignan          | à Perpignan          |
|  | Villefranche XIII Aveyron            | R.C. Saint-Gaudens                   | 0                         | 30 |                                 |                                 |  |  | à Marseille               | à Marseille               |  |  | à Perpignan          | à Perpignan          |
|  | Villefranche XIII Aveyron            | à Saint-Estève                       |                           | 30 |                                 |                                 |  |  | à Marseille               | à Marseille               |  |  | à Perpignan          | à Perpignan          |
|  | R.C. Saint-Gaudens                   | 34                                   |                           |    |                                 |                                 |  |  | à Marseille               | à Marseille               |  |  | à Perpignan          | à Perpignan          |
|  | R.C. Saint-Gaudens                   | 34                                   | A.S. Carcassonne          | 32 |                                 |                                 |  |  |                           |                           |  |  | à Perpignan          | à Perpignan          |
|  | à Toulouse                           |                                      | A.S. Carcassonne          | 32 |                                 |                                 |  |  |                           |                           |  |  | à Perpignan          | à Perpignan          |
|  |                                      | Saint-Estève XIII catalan            | 20                        |    |                                 |                                 |  |  |                           |                           |  |  | à Perpignan          | à Perpignan          |
|  | Toulouse olympique élite             | Saint-Estève XIII catalan            | 20                        | 30 |                                 |                                 |  |  |                           |                           |  |  | à Perpignan          | à Perpignan          |
|  | Toulouse olympique élite             | à Marseille                          |                           | 30 |                                 |                                 |  |  |                           |                           |  |  | à Perpignan          | à Perpignan          |
|  | Saint-Estève XIII catalan            | 34                                   |                           |    |                                 |                                 |  |  |                           |                           |  |  | à Perpignan          | à Perpignan          |
|  | Saint-Estève XIII catalan            | 34                                   | Saint-Estève XIII catalan | 26 |                                 |                                 |  |  |                           |                           |  |  | à Perpignan          | à Perpignan          |
|  | à Entraigues-sur-la-Sorgue           |                                      | Saint-Estève XIII catalan | 26 |                                 |                                 |  |  |                           |                           |  |  | à Perpignan          | à Perpignan          |
|  |                                      | XIII limouxin                        | 20                        |    |                                 |                                 |  |  |                           |                           |  |  | à Perpignan          | à Perpignan          |
|  | U.S. Entraigues                      | XIII limouxin                        | 20                        | 6  |                                 |                                 |  |  |                           |                           |  |  | à Perpignan          | à Perpignan          |
|  | U.S. Entraigues                      | à Lézignan-Corbières                 |                           | 6  |                                 |                                 |  |  |                           |                           |  |  | à Perpignan          | à Perpignan          |
|  | XIII limouxin                        | 54                                   |                           |    |                                 |                                 |  |  |                           |                           |  |  | à Perpignan          | à Perpignan          |
|  | XIII limouxin                        | 54                                   | A.S. Carcassonne          | 22 |                                 |                                 |  |  |                           |                           |  |  |                      |                      |
|  | à Ille-sur-Têt                       |                                      | A.S. Carcassonne          | 22 |                                 |                                 |  |  |                           |                           |  |  |                      |                      |
|  |                                      | F.C. Lézignan                        | 6                         |    |                                 |                                 |  |  |                           |                           |  |  |                      |                      |
|  | Ille XIII                            | F.C. Lézignan                        | 6                         | 0  |                                 |                                 |  |  |                           |                           |  |  |                      |                      |
|  | Ille XIII                            |                                      |                           | 0  |                                 |                                 |  |  |                           |                           |  |  |                      |                      |
|  | F.C. Lézignan                        | 24                                   |                           |    |                                 |                                 |  |  |                           |                           |  |  |                      |                      |
|  | F.C. Lézignan                        | 24                                   | F.C. Lézignan             | 9  |                                 |                                 |  |  |                           |                           |  |  |                      |                      |
|  | à Villegailhenc                      |                                      | F.C. Lézignan             | 9  |                                 |                                 |  |  |                           |                           |  |  |                      |                      |
|  |                                      | Albi R.L.                            | 8 (a.p.).                 |    |                                 |                                 |  |  |                           |                           |  |  |                      |                      |
|  | Villegailhenc Aragon XIII            | Albi R.L.                            | 8 (a.p.).                 | 18 |                                 |                                 |  |  |                           |                           |  |  |                      |                      |
|  | Villegailhenc Aragon XIII            | à Avignon                            |                           | 18 |                                 |                                 |  |  |                           |                           |  |  |                      |                      |
|  | Albi R.L.                            | 34                                   |                           |    |                                 |                                 |  |  |                           |                           |  |  |                      |                      |
|  | Albi R.L.                            | 34                                   | F.C. Lézignan             | 33 |                                 |                                 |  |  |                           |                           |  |  |                      |                      |
|  | à Salon-de-Provence                  |                                      | F.C. Lézignan             | 33 |                                 |                                 |  |  |                           |                           |  |  |                      |                      |
|  |                                      | S.O. Avignon                         | 10                        |    |                                 |                                 |  |  |                           |                           |  |  |                      |                      |
|  | R.C. Salon                           | S.O. Avignon                         | 10                        | 0  |                                 |                                 |  |  |                           |                           |  |  |                      |                      |
|  | R.C. Salon                           |                                      |                           | 0  |                                 |                                 |  |  |                           |                           |  |  |                      |                      |
|  | S.O. Avignon                         | 82                                   |                           |    |                                 |                                 |  |  |                           |                           |  |  |                      |                      |
|  | S.O. Avignon                         | 82                                   | S.O. Avignon              | 16 |                                 |                                 |  |  |                           |                           |  |  |                      |                      |
|  | à Lescure-d'Albigeois                |                                      | S.O. Avignon              | 16 |                                 |                                 |  |  |                           |                           |  |  |                      |                      |
|  |                                      | Villeneuve R.L.                      | 8                         |    |                                 |                                 |  |  |                           |                           |  |  |                      |                      |
|  | R.C. Lescure-Arthès                  | Villeneuve R.L.                      | 8                         | 16 |                                 |                                 |  |  |                           |                           |  |  |                      |                      |
|  | R.C. Lescure-Arthès                  |                                      |                           | 16 |                                 |                                 |  |  |                           |                           |  |  |                      |                      |
|  | Villeneuve R.L.                      | 18                                   |                           |    |                                 |                                 |  |  |                           |                           |  |  |                      |                      |
|  | Villeneuve R.L.                      | 18                                   |                           |    |                                 |                                 |  |  |                           |                           |  |  |                      |                      |

### Huitièmes de finale
Les huitièmes de finale se déroulent les samedi 6 et dimanche 7 janvier 2024. Le samedi, deux rencontres se déroulent. Tout d'abord, le XIII limouxin, entraîné par Maxime Grésèque et emmené par leur nouveau meneur Johnathon Ford, malgré un vent glacial se défait facilement de l'U.S. Entraigues 54 à 6. Dans la seconde partie de ce jour, Villegailhenc Aragon XIII dit « VARL » ne créé pas l'exploit face au finaliste de l'édition 2023 Albi RL. Appliqués et désireux de maîtriser son adversaire, les Albigeois jouent un ton au-dessus, fidèle à leur classement en Championnat, et remportent ce huitième de finale 34 à 18.
Dans les rencontres du dimanche 7 janvier, deux confrontations opposent des clubs d'Élite 1. Le double tenant du titre, l'A.S. Carcassonne, cartonne face au XIII Baroudeur de Pia 52 à 0. Dans la seconde partie entre cadors d'Élite 1, le suspense est allé jusqu'en prolongations. Alors que le Toulouse olympique élite mène à sept minutes de la fin, Saint-Estève XIII catalan s'est offert une prolongation pour ensuite remporter le match 34 à 30 où s'est illustré son capitaine Corentin Le Cam avec un triplé dont l'essai décisif inscrit en prolongation. Enfin, dans les quatre oppositions entre clubs d'Élite 1 et 2, la logique est finalement respectée sans quelques frayeurs pour certains. Tout d'abord, le S.O. Avignon ne fait pas de détail face au R.C. Salon avec un score sans appel de 82 à 0, à l'instar du F.C. Lézignan vainqueur sans forcer d'Ille XIII 24 à 0. En revanche, le R.C. Saint-Gaudens se sort du piège tendue par le leader d'Élite 2, Villefranche XIII Aveyron, grâce à son meneur australien Corey Willis qui jouait auparavant chez les locaux sur le score de 34 à 30, et Villeneuve R.L. s'en sort de justesse 16 à 14 face au R.C. Lescure-Arthès qui a cru à l'exploit jusqu'au coup de sifflet final.
| 6 janvier 2024 15 h | U.S. Entraigues (2)                                        | 6 - 54 (6 - 30) | (1) XIII limouxin | Stade Georges-Mauro, Entraigues-sur-la-Sorgue Arbitre : Christophe Grandjean |
| 6 janvier 2024 15 h | Essai(s) : 1 Liguoro (15e) Transformation(s) : 1 Mas (15e) |                 | Essai(s) : 10 Vergniol (4e), Sastre (7e), Crunel (18e), Biville (27e), Blasi (35e et 78e), Jammes (50e), Dall'Asta (59e), Belmaaziz (66e) et Jasmin (71e) Transformation(s) : 7 Dall'Asta (4e, 7e, 18e, 27e, 35e, 50e et 78e) | Stade Georges-Mauro, Entraigues-sur-la-Sorgue Arbitre : Christophe Grandjean |
| 6 janvier 2024 15 h |                                                            |                 | | Stade Georges-Mauro, Entraigues-sur-la-Sorgue Arbitre : Christophe Grandjean |

| 6 janvier 2024 15 h | Villegailhenc Aragon XIII (2) | 18 - 34 (6 - 24) | (1) Albi RL | Stade Jérôme-Rieux, Villegailhenc Arbitre : M. Lannes |
| 6 janvier 2024 15 h | Essai(s) : 3 Soubeyras (34e), B. Arnaud (70e) et Ferré (78e) Transformation(s) : 3 Miloudi (34e) Rodriguez (70e et 78e) Carton(s) jaune(s) : 1 Delarosa (60e) |                  | Essai(s) : 6 Cancé (7e et 45e), Goffin (15e), Bergal (30e), Lardot (39e et 41e) Transformation(s) : 5 Hellec (7e, 15e, 30e et 39e) et Gigot (41e) | Stade Jérôme-Rieux, Villegailhenc Arbitre : M. Lannes |
| 6 janvier 2024 15 h | |                  | | Stade Jérôme-Rieux, Villegailhenc Arbitre : M. Lannes |

| 7 janvier 2024 15 h | A.S. Carcassonne (1) | 52 - 0 (30 - 0) | (1) XIII Baroudeur de Pia | Stade Albert-Domec, Carcassonne Arbitre : Mohamed Drizza |
| 7 janvier 2024 15 h | Essai(s) : 9 V. Albert (7e et 27e), Bouregba (17e et 33e), Gambaro (31e), Escaré (52e), Malfaz (56e), Herrero (68e), A.Escamilla (71e) Transformation(s) : 7 Herrero (17e, 27e, 31e, 33e, 52e, 56e et 68e) Pénalité(s) : 1 Herrero (39e) Carton(s) jaune(s) : 1 Malfaz (44e) |                 |                           | Stade Albert-Domec, Carcassonne Arbitre : Mohamed Drizza |
| 7 janvier 2024 15 h | |                 |                           | Stade Albert-Domec, Carcassonne Arbitre : Mohamed Drizza |

| 7 janvier 2024 15 h | Toulouse olympique élite (1) | 30 - 34 (a.p.) (12 - 18) | (1) Saint-Estève XIII catalan | Toulouse Arbitre : Stéphane Vincent |
| 7 janvier 2024 15 h | Essai(s) : 5 Baldy (10e), Vergniol (18e), Grabulos (47e), Depeyre (68e) et Palin (73e) Transformation(s) : 4 Maurel (11e, 19e, 48e et 69e) Pénalité(s) : 1 Palin (76e) Carton(s) jaune(s) : 1 Cousin (31e) |                          | Essai(s) : 6 Le Cam (6e, 61e et 82e), Fernandez (24e et 78e) et Salles (29e) Transformation(s) : 5 Marty (7e, 25e, 30e, 62e et 79e) Carton(s) jaune(s) : 1 Castano (76e) | Toulouse Arbitre : Stéphane Vincent |
| 7 janvier 2024 15 h | |                          | | Toulouse Arbitre : Stéphane Vincent |

| 7 janvier 2024 15 h | R.C. Salon (2) | 0 - 82 (0 - 46) | (1) S.O. Avignon | Salon-de-Provence |
| 7 janvier 2024 15 h |                | Essai(s) : 15 Jullien, de Monte (3), Francis, Hugues (2), Pourret (2), Pourchi (2), Mendy (2), Bida et Grosson Transformation(s) : 12 Arnaud (12) |                  | Salon-de-Provence |
| 7 janvier 2024 15 h |                | |                  | Salon-de-Provence |

| 7 janvier 2024 15 h | Ille XIII (2) | 0 - 24 (0 - 18)                                                                                 | (1) F.C. Lézignan | Stade Jean-Galia, Ille-sur-Têt Arbitre : Salim Sabri |
| 7 janvier 2024 15 h |               | Essai(s) : 4 Mapapalangi (2e), Martin (17e et 62e), Marty (29e) Transformation(s) : 4 Marty (4) |                   | Stade Jean-Galia, Ille-sur-Têt Arbitre : Salim Sabri |
| 7 janvier 2024 15 h |               |                                                                                                 |                   | Stade Jean-Galia, Ille-sur-Têt Arbitre : Salim Sabri |

| 7 janvier 2024 15 h | Villefranche XIII Aveyron (2) | 30 - 34 (18 - 6) | (1) R.C. Saint-Gaudens | Arbitre : Fabien Nicaud |
| 7 janvier 2024 15 h | Essai(s) : 4 Durand (15e), Higgins (29e), L.Lafon (47e) et Roux (56e) Transformation(s) : 3 Durand (16e, 30e et 57e) Pénalité(s) : 4 Durand (22e, 25e, 37e et 77e) |                  | Essai(s) : 6 Pons (33e et 42e), Willis (41e), Minga (60e), Gorka (71e) et Budden (79e) Transformation(s) : 5 Willis (34e, 41e, 61e, 72e et 80e) | Arbitre : Fabien Nicaud |
| 7 janvier 2024 15 h | |                  | | Arbitre : Fabien Nicaud |

| 7 janvier 2024 15 h | R.C. Lescure-Arthès (2)                                                                         | 14 - 16 (4 - 10) | (1) Villeneuve R.L.                                                                                    | Stade Jean-Vidal, Lescure-d'Albigeois |
| 7 janvier 2024 15 h | Essai(s) : 3 Bascoul (13e), Andral (61e) et Boullier (74e) Transformation(s) : 1 Cignacco (61e) |                  | Essai(s) : 3 Franco (19e), Schoenmaker (32e) et Fleury (44e) Transformation(s) : 2 Franco (19e et 44e) | Stade Jean-Vidal, Lescure-d'Albigeois |
| 7 janvier 2024 15 h |                                                                                                 |                  | | Stade Jean-Vidal, Lescure-d'Albigeois |

### Quarts de finale
Les quarts de finale de la Coupe de France sont programmés le week-end du 9-10 mars 2024. Aucun club d'Élite 2 n'est parvenu à se qualifier, il s'agit donc uniquement d'oppositions entre clubs d'Élite 1.
| Quart de finale 9 mars 2024 15 h | F.C. Lézignan (1) | 9 - 8 (a.p.) (0 - 6) | (1) Albi R.L.                                                                              | Stade du Moulin, Lézignan-Corbières Arbitre : M. Fabien Nicaud |
| Quart de finale 9 mars 2024 15 h | Essai(s) : 1 J.Flovie (68e) Transformation(s) : 1 Marty (68e) Pénalité(s) : 1 Marty (79e) Drop(s) : 1 Monteil (82e) Carton(s) jaune(s) : 1 Brocas (27e) |                      | Essai(s) : 1 Bernard (13e) Transformation(s) : 1 Hellec (13e) Pénalité(s) : 1 Hellec (54e) | Stade du Moulin, Lézignan-Corbières Arbitre : M. Fabien Nicaud |
| Quart de finale 9 mars 2024 15 h | |                      |                                                                                            | Stade du Moulin, Lézignan-Corbières Arbitre : M. Fabien Nicaud |

Dans ce premier quart-de-finale, le F.C. Lézignan accueille dans leur stade du Moulin Albi R.L., finaliste de la dernière édition. Les deux équipes se sont affrontées dans le cadre du Championnat le 10 février 2024 avec une courte victoire des Lézignanais 26 à 24, mais Albi R.L. occupe leur seconde place au classement faisant légèrement de lui le favori,.
La première mi-temps débute par une épreuve de force entre les deux équipes où les défenses prennent le pas sur les attaques. Au milieu de ce duel, l'Albigeois Chase Bernard réalise un exploit personnel pour s'échapper et marquer un essai leur permettant de mener 6 à 0 au quart-d'heure de jeu. Les attaques fusent de part et d'autre mais les défense sont bien organisées. Le F.C. Lézignan est réduit à douze à la suite de l'exclusion temporaire de Lucas Brocas, mais Albi n'en profite pas pour aggraver le score qui reste de 6 à 0 à la mi-temps. En seconde période, le jeu devient alors plus libéré mais il faut attendre la 54e minute et une pénalité de Christopher Hellec pour voir le score évoluer à 8 à 0 en faveur des visiteurs. Le réveil lézignanais est donné par leur demi Connor O'Beirne à la 67e qui réussit une 40/20 permettant de placer une attaque victorieuse avec un essai de Jordan Flovie transformé par Thibaut Marty, puis bouge jusqu'à la toute fin de rencontre pour égaliser. Une faute albigeoise est sifflée à une minute de la fin du temps réglementaire permettant à Marty d'ajouter deux points pour Lézignan et d'égaliser au score 8 à 8. Cela ouvre la voie à des prolongations où sont institués le point en or,. Albi R.L. obtient la première portée de ballon mais ne score pas, au contraire du F.C. Lézignan bénéficiant d'une faute albigeoise permet de placer Pierre Monteil dans une position de marquer par un drop passant au milieu des poteaux. Ce point du drop qualifie les Lézignanais en demi-finale.
| Quart de finale 9 mars 2024 16 h | S.O. Avignon (1)                                                                                    | 16 - 8 (6 - 8) | (1) Villeneuve R.L.                                                                                              | Parc des sports, Avignon 500 spectateurs Arbitre : M. Mohamed Drizza |
| Quart de finale 9 mars 2024 16 h | Essai(s) : 3 Hugues (31e), Demonte (53e) et Francis (60e) Transformation(s) : 2 Arnaud (31e et 60e) |                | Essai(s) : 1 Escoder (12e) Pénalité(s) : 2 Malbec (9e) et Lasvesnes (36e) Carton(s) jaune(s) : 1 Wambergue (48e) | Parc des sports, Avignon 500 spectateurs Arbitre : M. Mohamed Drizza |
| Quart de finale 9 mars 2024 16 h | |                | | Parc des sports, Avignon 500 spectateurs Arbitre : M. Mohamed Drizza |

La rencontre contre le S.O. Avignon au Parc des sports d'Avignon impose au Villeneuve R.L. son plus long déplacement de la saison. Entre les deux clubs mal classés en Championnat qui voient la phase finale s'éloigner, ce quart-de-finale de Coupe de France leur permet d'envisager une fin de saison plus attrayante. En Championnat, le S.O. Avignon est venu s'imposer à Villeneuve 28 à 14 en fin d'année 2023 et semble avoir les faveurs des pronostics.
La rencontre est perturbée par la pluie et le vent. Les Villeneuvois réussissent leur entrée en jeu en marquant une pénalité de Quentin Malbec à la 10e minute puis un essai par Davy Escoder à la 13e minute. Les Avignonais, coupables de maladresses ballon en main, finissent par revenir dans la partie sur un essai de Hugues à la 34e minute transformée par Olivier Arnaud, mais Villeneuve marque une pénalité par Thomas Lasvenes juste avant la mi-temps pour mener 8 à 6. La seconde période bascule à la suite de l'expulsion de dix minutes de Jo Wambergue à la 48e minute. Avignon profite de cette supériorité pour inscrire un essai d'Hugo Demonte et prendre l'avantage au score et inscrit un second essai à la 64e minute par l'Australien Dane Francis portant le score à 16 à 8 en faveur des locaux et qui ne bouge pas jusqu'à la fin de la rencontre. Beaucoup d'amertume de la part des Villeneuvois qui par l'intermédiaire de leur entraîneur Constant Villegas pointe un arbitrage partial sans remettre en cause la qualification des Avignonais.
| Quart de finale 9 mars 2024 18 h | A.S. Carcassonne (1) | 48 - 0 (20 - 0) | (1) R.C. Saint-Gaudens | Stade Albert-Domec, Carcassonne Arbitre : M. Stéphane Vincent |
| Quart de finale 9 mars 2024 18 h | Essai(s) : 9 Franck (2e), Bouregba (19e), Masuate (22e), Gambaro (35e, 61e, 63e et 78e), Malfaz (53e) et Canet (70e) Transformation(s) : 6 Herrero (2e, 19e, 53e, 63e, 70e et 78e) |                 |                        | Stade Albert-Domec, Carcassonne Arbitre : M. Stéphane Vincent |
| Quart de finale 9 mars 2024 18 h | |                 |                        | Stade Albert-Domec, Carcassonne Arbitre : M. Stéphane Vincent |

L'opposition entre l'A.S. Carcassonne et le R.C. Saint-Gaudens semble la plus déséquilibrée sur le papier, tant le premier nommé, tenant du titre, domine le Championnat de France et que le second nommé se bataille en fin de classement. La dernière rencontre entre ces deux clubs s'est ponctuée le 10 février 2024 par une victoire 52 à 16 des Canaris. L'arrière expérimenté carcassonnais Morgan Escaré appelle à la prudence auprès de ses coéquipiers pour éviter toute déconvenue avant la rencontre.
Les Carcassonnais, appliqués, marquent sur leur premier ballon un essai par Thibault Franck. Les Saint-Gaudinois cherchent à réagir aussitôt par Lucas qui file à l'essai mais celui-ci est rattrapé par Emir-Walid Bouregba avant la ligne. La rencontre se décante pour l'A.S. Carcassonne à la 20e minute où ces derniers inscrivent trois essais en un quart d'heure par E.-W. Bouregba, Sylvain Masuaute et le premier des quatre essais de Georgy Gambaro, permettant aux locaux de mener 20 à 0 à la mi-temps. La seconde période débute par une période de domination des Commingeois mais un essai refusé à Kuni Minga, pour un en-avant de passe de l'Australien Mitch Garbutt, leur donnent un coup au moral dont profitent les Carcassonnais. Ces derniers enchaînent les phases offensives et inscrivent au cours de cette seconde période cinq essais pour clore le score à 48 à 0 par des essais de Thomas Malfaz, G. Gambaro (trois fois) et Bastien Canet.
| Quart de finale 10 mars 2024 16 h | Saint-Estève XIII catalan (1) | 26 - 20 (14 - 10) | (1) XIII limouxin | Stade municipal, Saint-Estève 1 200 spectateurs Arbitre : M. Stéphane Vincent |
| Quart de finale 10 mars 2024 16 h | Essai(s) : 3 Nahal (9e), Fernandez(23e), Laporte (52e) Transformation(s) : 2 Rougé Pénalité(s) : 5 Rougé (32e, 37e, 43e, 48e et 73e) Carton(s) rouge(s) : 1 Salies-Bardes (38e) |                   | Essai(s) : 4 Sastre (19e et 56e), Santo (39e et 61e) Transformation(s) : 1 Dall'Asta Pénalité(s) : 1 Dall'Asta (16e) Carton(s) rouge(s) : 1 Morgan (38e) | Stade municipal, Saint-Estève 1 200 spectateurs Arbitre : M. Stéphane Vincent |
| Quart de finale 10 mars 2024 16 h | |                   | | Stade municipal, Saint-Estève 1 200 spectateurs Arbitre : M. Stéphane Vincent |

Unique quart-de-finale disputé lee dimanche 10 mars 2024, l'affiche de ce tour oppose le Saint-Estève XIII catalan accueillant dans son Stade municipal de Saint-Estève les Audois du XIII limouxin.
Le Saint-Estève XIII catalan a à cœur d'effacer la défaite en Championnat le week-end précédant face au S.O. Avignon et de renouer avec le succès, et intègrent dans cette confrontation des joueurs de Super League tels que Fouad Yaha et César Rougé. Les Limouxins, entraînés par Maxime Grésèque, vivent une saison en dents de scie à la suite du départ non prévu de Patrick Templeman en début de saison et composent avec de nombreuses blessures. Une opposition entre deux équipes qui sur le papier est équilibrée, même si les Limouxins ont par deux fois cette saison battus les Catalans.
Devant une affluence d'environ 1 200 spectateurs, la rencontre débute par une maîtrise des Catalans qui ouvrent le score à la 9e minute par un essai de Salim Nahal mais les Limouxins répliquent à la 19e minute par un essai de Élie Sastre. Ce point du drop qualifie les Lézignanais en demi-finale. La première bascule vient de la faute de main audoise commise sur le renvoi permettant aux Catalans d'inscrire leur second essai par Valentin Fernandez. S'ensuivent deux pénalités marqués par César Rougé avant qu'un fait de jeu important amène le Catalan Salies-Bardes à recevoir un carton rouge justifié pour mauvais geste et permet aux Limouxis de revenir au score sur un essai de Zachary Santo juste avant la mi-temps, avec 14 à 10 pour les Catalans. La seconde période voit les Catalans poursuivent leur mainmise territoriale et l'indiscipline des Limouxins leurs amènent à passer deux pénalités par C. Rougé aux 43e et 48e minutes, puis un essai par Julien Laporte à la 52e minute. L'écart est fait mais les Limouxins, dans les vingt dernières minutes, remontent petit à petit au score par des essais marqués par É. Sastre (56e) et Z. Santo (61e). À la 73e minute, le match peut ainsi basculer d'un côté comme de l'autre, c'est le moment où C. Rougé, natif de Limoux et homme du match de cette rencontre, décide de marquer une pénalité pour permettre aux locaux de mener 26 à 20, qui malgré les assauts limouxins ne bouge pas.

### Demi-finales
Les demi-finales de la Coupe de France sont programmés le 7 avril 2024 au stade Pierre-Delort à Marseille. En effet, dans l’optique de fêter les 90 ans de la Fédération française de rugby à XIII, il est décidé par cette dernière d'organiser les deux demi-finales en un même lieu et de sélectionner ce site de Marseille.
| Demi-finale 7 avril 2024 14 h | A.S. Carcassonne (1) | 32 - 20 (18 - 8) | (1) Saint-Estève XIII catalan                                                                                                | Stade Pierre-Delort, Marseille Arbitre : M. Mohamed Drizza |
| Demi-finale 7 avril 2024 14 h | Essai(s) : 5 Gambaro (4e et 11e), A. Albérola (29e), Herrero (43e et 64e), Transformation(s) : 5 Herrero (4e, 11e, 29e, 43e et 64e) Pénalité(s) : 1 Herrero (78e) Carton(s) jaune(s) : 1 Serulevu (73e) |                  | Essai(s) : 4 Salies (32e), Aispuro-Bichet (66e et 79e), Masuaute (74e) Transformation(s) : 1 Castany Pénalité(s) : 1 Castany | Stade Pierre-Delort, Marseille Arbitre : M. Mohamed Drizza |
| Demi-finale 7 avril 2024 14 h | |                  | | Stade Pierre-Delort, Marseille Arbitre : M. Mohamed Drizza |

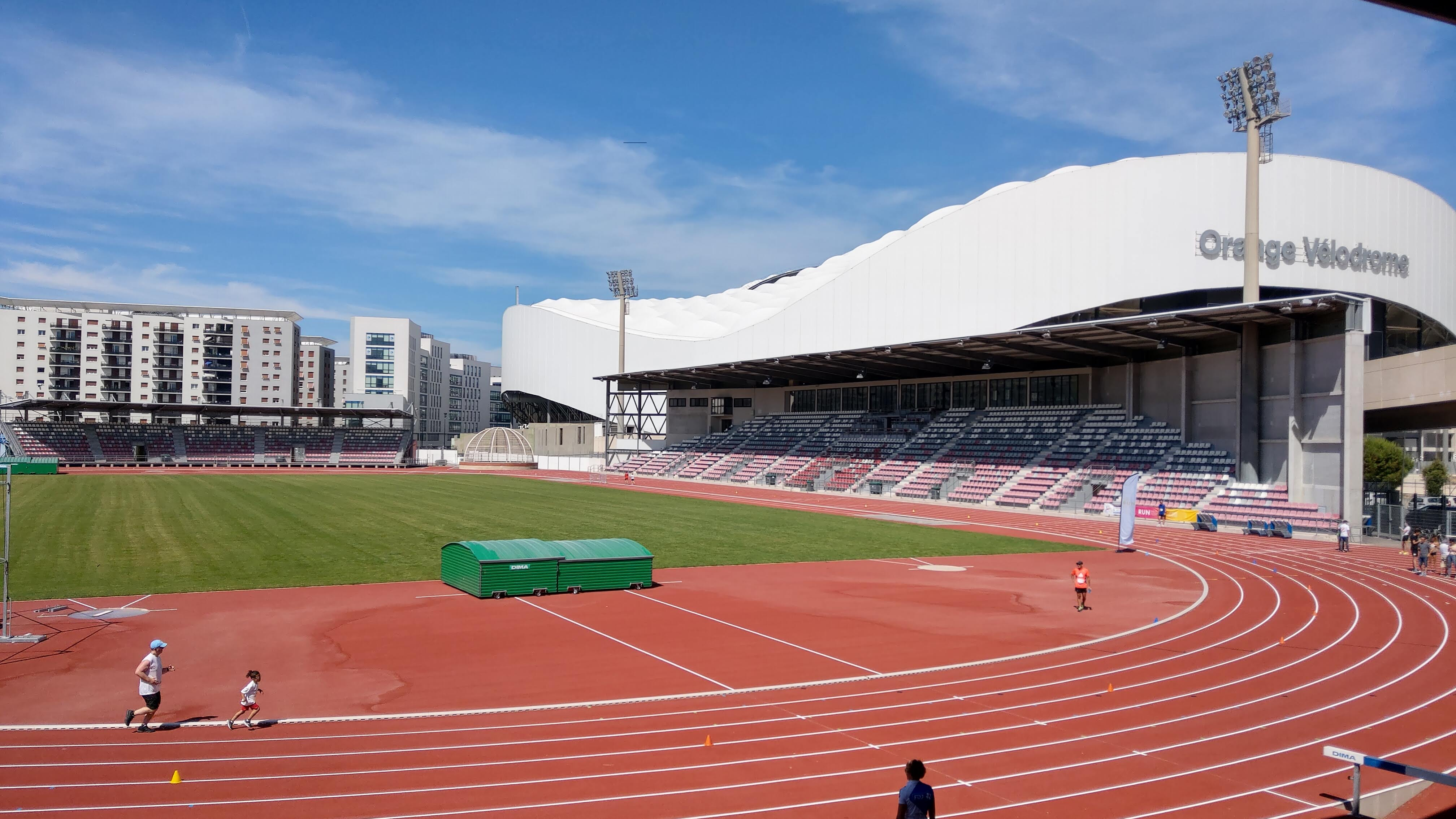
Accolé au stade Vélodrome, le stade Pierre-Delort de Marseille accueille les deux demi-finales de la Coupe de France.

La première demi-finale du stade Pierre-Delort à Marseille oppose le tenant du titre et grand favori, l'A.S. Carcassonne, face à la réserve des Dragons catalans, Saint-Estève XIII catalan. Leur dernière confrontation en Championnat remonte au 22 février 2024 où l'A.S. Carcassonne a rencontré une énergique équipe catalane pour l'emporter seulement 26 à 20. Alertée, l'équipe audoise ne déplore qu'une absence, Vincent Albert, en raison d'une main fracturée.
L'entame du match est réussie par les Carcassonnais qui occupent le camp catalan et se détachent rapidement au score en menant 12 à 0 après le quart d'heure de jeu grâce à deux essais de Georgy Gambaro puis 18 à 0 via un nouvel essai d'Alexis Albérola à la demi-heure de jeu. Saint-Estève XIII catalan, de son côté subit le jeu et finit par trouver l'ouverture à la 32e minute par un essai de Adrien Salies bien lancé par Fouad Yaha amenant le score à la mi-temps de 18 à 8 pour les Audois. La seconde période débute par la même mainmise des Carcassonnais sur le ballon et un nouvel essai de Clément Herrero. Les Catalans essaient de placer des attaques en se ruant dans le camp carcassonnais, mais un ballon tombé permet à C. Herrero de marquer un essai de 80 mètres sans opposition. Menés 30 à 8 à un quart d'heure de la fin, Saint-Estève XIII catalan a un sursaut d'orgueil en marquant trois essais coup sur coup par Guillermo Aispuro-Bichet aux 66e et 79e minutes et un ultime essai de Sylvain Masuaute pour un score final de 32 à 20. L'entraîneur adjoint catalan, Rémi Casty, regrette l'entame de cette rencontre par son équipe estimant que c'est la raison de leur défaite. Côté carcassonnais, l'arrière Morgan Escaré est heureux de pouvoir défendre leur titre en finale et leur demi Lucas Albert se projette sur la finale au stade Gilbert-Brutus en soulignant la bonne vigilance de ses partenaires sur cette demi-finale.
| Demi-finale 7 avril 2024 16 h 30 | S.O. Avignon (1) | 10 - 33 (10 - 16) | (1) F.C. Lézignan | Stade Pierre-Delort, Marseille Arbitre : M. Stéphane Vincent |
| Demi-finale 7 avril 2024 16 h 30 | Essai(s) : 1 Dorce-Hantz (7e) Transformation(s) : 1 Arnaud (7e) Pénalité(s) : 2 Arnaud (12e et 17e) Carton(s) jaune(s) : 1 Dorce-Hantz (32e) |                   | Essai(s) : 6 Monteil (29e), Gouzy (34e et 60e), Albert (39e et 45e) et J.Flovie (56e) Transformation(s) : 4 Marty (29e, 39e, 45e et 60e) Drop(s) : 1 Monteil (73e) Carton(s) jaune(s) : 1 Cuellar (78e) | Stade Pierre-Delort, Marseille Arbitre : M. Stéphane Vincent |
| Demi-finale 7 avril 2024 16 h 30 | |                   | | Stade Pierre-Delort, Marseille Arbitre : M. Stéphane Vincent |

La seconde demi-finale du stade Pierre-Delort à Marseille qui suit la première demi-finale oppose le F.C. Lézignan, toujours en course pour le Championnat en terminant cinquième de la saison régulière face au S.O. Avignon qui, en raison de sa septième place en Championnat, n'a pu se qualifier pour la phase finale et n'a plus que la Coupe de France en cette fin de saison à disputer, avec un effectif au complet hormis l'absence de leur meneur australien Mitchell Francis.
Demi-finale équilibrée sur le papier, elle l'est tout autant sur la pelouse. Les Avignonnais, dominant le début de rencontre par la puissance de leur pack, ouvrent le score par François Dorce-Hantz dès la 7e minute sur une contre-attaque suivies de deux pénalités réussies par Olivier Arnaud aux 12e et 17e minutes. Menés 10 à 0 après cette entame ratée, les Lézignanais sont dos au mur. Ces derniers occupent désormais le terrain avignonnais et y mettent la pression. Une faute défensive permet à Pierre Monteil de marquer un essai à la demi-heure de jeu. Avignon multiplie les fautes en raison de leur indiscipline et voit leur joueur Dorce être expulsé dix minutes à la 32e minute. Lézignan profite de cette fin de première mi-temps pour prendre alors l'avantage au score par des essais de Dorian Gouzy et Lilian Albert. Le score est donc de 16 à 10 en faveur des Audois. L'entame de la seconde période est cette fois-ci à l'avantage de ces derniers avec trois nouveaux essais par L. Albert à la 45e minute, un second par Jordan Flovie bien lancé par son frère Fabien Flovie à la 56e minute, puis D. Gouzi après une course de 70 mètres à la 60e minute. Avignon ne parvient pas à réagir et laisse filer le score avec un ultime drop de P. Monteil à la 73e minute ponctuant le score à 33 à 10 pour le F.C. Lézignan.

### Finale - 27 avril 2024
Points marqués :
- Carcassonne : 4 essais de V. Albert (16e), L. Albert (21e et 39e), A. Escamilla (49e) ; 3 transformations d'Herrero (16e, 21e et 49e).
- Lézignan : 1 essai de J. Flovie (57e) ; 1 pénalité de Marty (4e).

Évolution du score : 0-2, 6-2, 12-2, 16-2 (mi-temps), 22-2, 22-6.
Arbitre : M. Mohamed Drizza 
Spectateurs : 6 459
Composition des équipes :
- Carcassonne : Morgan Escaré - Alexis Escamilla (c), Thibault Franck, Vincent Albert, Georgy Gambaro - Clément Herrero (o), Lucas Albert (m) - Clément Boyer, Ludovic Artiga, Kevin Proctor, Maika Serulevu, Emir-Walid Bouregba, Bastien Canet - Thomas Malfaz, Bastien Escamilla, Djibryl Dauliac, Jowasa Drodrolagi - Entraîneur : Frédéric Camel
- Lézignan : Fabien Flovie - Jordan Flovie, Thibaut Marty, Clément Martin, Dorian Gouzy - Connor O'Beirne (o), Pierre Monteil (m) - Eddy Perramond, Arnaud Hack, Stuart Mason, Luc Brocas, Ratu Vasuturaga - Anthony Ors (c) - Lilian Albert, Lucas Cuellar, Takitau Mapapalangi, Paul Reverdy - Entraîneur : Alan Walsh et Cyril Stacul

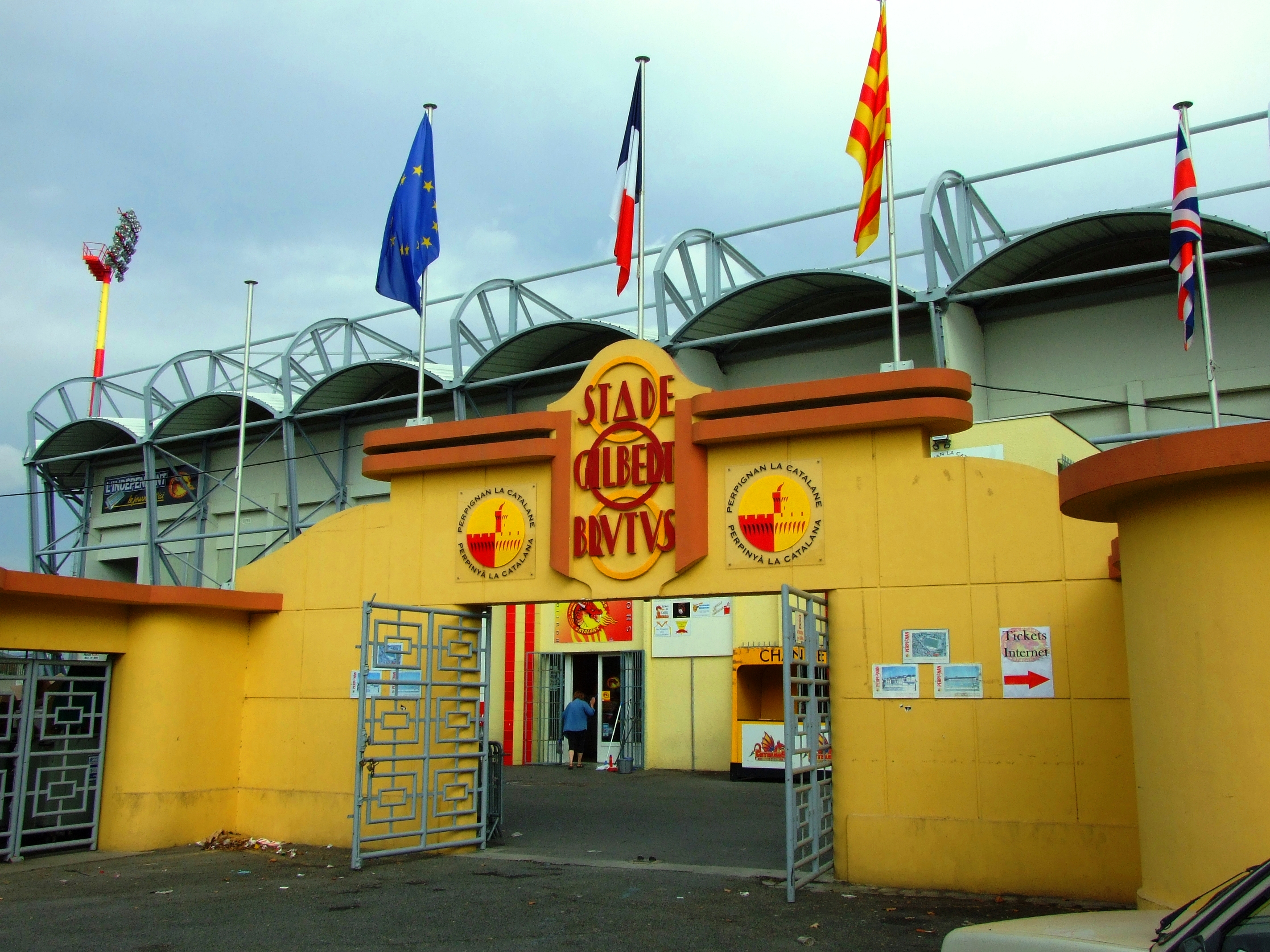
Le stade Gilbert-Brutus de Perpignan, lieu de la finale.

La finale est programmée le samedi du 27 avril 2024 au stade Gilbert-Brutus de Perpignan à 15 h, ce stade est l'hôte de la finale de la Coupe de France depuis 2018, et sur cette édition elle est couplée avec la Coupe Luc Nitard. Elle est également télévisée en direct sur la chaîne ViàOccitanie. Elle oppose deux équipes audoises avec un favori tenant du titre l'A.S. Carcassonne face à un outsider voisin le F.C. Lézignan, tous deux engagés en première division du Championnat de France.
Le club de l'A.S. Carcassonne, tenante du titre et entraînée par Frédéric Camel, est le grand favori de cette finale qui cette saison n'a connu que deux défaites en Championnat par Albi R.L. et vise le doublé Championnat-Coupe grâce à son groupe expérimenté. Le club compte déjà seize titres de Coupe de France ce qui fait de lui le plus titré de cette compétition. Pour se qualifier en finale, le club carcassonnais a battu trois clubs de première division : le XIII Baroudeur de Pia, le R.C. Saint-Gaudens et Saint-Estève XIII catalan. Face à lui se présente l'outsider le F.C. Lézignan sous la houlette du duo Alan Walsh-Cyril Stacul. Ce dernier, en route pour une qualification pour la phase finale du Championnat, ne présente pas les mêmes garanties mais fort de son succès en quart-de-finale à Albi R.L., complété par des victoires contre Ille XIII en huitièmes de finale et le S.O. Avignon en demi-finale, le club compte surprendreet soulever leur septième sacre de Coupe de France .
Avec un arbitrage de Mohamed Drizza et devant une assistance de 6 459 spectateurs, c'est le F.C. Lézignan qui ouvre le score par une pénalité de Thibault Marty à la 4e minute. Cela ne déstabilise par les Canaris (surnom des Carcassonnais) qui prennent le dessus sur leur adversaire et inscrivent trois essais par Vincent Albert puis deux de leur demi de mêlée Lucas Albert, grand bonhomme de ce premier acte avec son coéquipier en charnière Clément Herrero. L'A.S. Carcassonne mène alors 16 à 2 à la mi-temps. La seconde mi-temps débute par un nouvel essai carcassonnais par Alexis Escamilla pour porter le score à 22 à 2 après une forte domination de leur part. Par la suite, les Lézignanais, bien décidés de revenir dans le match, occupent désormais le terrain adverse et se heurtent aux efforts défensives des Carcassonnais qui ne peuvent toutefois pas compter sur Bastien Escamilla, sorti sur blessure en première mi-temps. Ils voient leurs efforts récompensés lors d'une percée de Takitau Mapapalangi sur 40 mètres qui sert Jordan Flovie pour ce qui est leur unique essai. La Coupe de France reste dans la vitrine de l'A.S. Carcassonne qui célèbre le dix-septième titre de Coupe de France de son histoire. Les Carcassonnais, à la sortie de cette finale à l'image de Morgan Escaré et Clément Herrero, visent désormais le doublé et sont bien décidés de s'inspirer de cette finale de Coupe victorieuse. Les Lézignanais constatent avec déception leur défaite mais reconnaissent la supériorité de leur adversaire du jour, regrettant ne pas avoir su fructifier leurs temps forts comme le note leur arrière Fabien Flovie. Ainsi, il s'agit du dix-septième titre du club carcassonnais dans cette compétition, le troisième d'affilée après les éditions 2019 et 2023.
Dans le prolongement de cette finale, le Toulouse olympique XIII remporte 25 à 24 face au Saint-Estève XIII catalan la Coupe Luc Nitard.

## Synthèse

### Nombre d'équipes par division et par tour
| Divisions / Manches | 1er tour | Huitièmes de finale | Quarts de finale | Demi-finales  | Finale        |
| ------------------- | -------- | ------------------- | ---------------- | ------------- | ------------- |
| Élite 1 10 clubs    | absents  | 10                  | 8                | 4             | 2             |
| Élite 2 9 clubs     | 6        | 6                   | aucune équipe    | aucune équipe | aucune équipe |

### Le parcours des clubs de Super XIII et Élite 2
- Les clubs d'Élite 2 font leur entrée dans la compétition lors du premier tour dit de barrages.
- Les clubs d'Élite 1 font leur entrée dans la compétition lors des huitièmes de finale.

| Club (Elite 1)            | Saison précédente | Saison 2023-2024 |
| ------------------------- | ----------------- | ---------------- |
| A.S. Carcassonne          | Vainqueur         | Vainqueur        |
| Albi R.L.                 | Finaliste         | 1/4 de finale    |
| S.O. Avignon              | 1/2 finale        | 1/2 finale       |
| XIII limouxin             | 1/2 finale        | 1/4 de finale    |
| F.C. Lézignan             | 1/4 de finale     | Finaliste        |
| R.C. Saint-Gaudens        | 1/4 de finale     | 1/4 de finale    |
| XIII Baroudeur de Pia     | 1/4 de finale     | 1/8 de finale    |
| Saint-Estève XIII catalan | 1/8 de finale     | 1/2 finale       |
| Villeneuve R.L.           | 1/8 de finale     | 1/4 de finale    |
| Toulouse olympique élite  | 1/8 de finale     | 1/8 de finale    |

| Club (Elite 2)               | Saison précédente | Saison 2023-2024 |
| ---------------------------- | ----------------- | ---------------- |
| Villegailhenc Aragon R.L.    | 1/4 de finale     | 1/8 de finale    |
| U.S. Entraigues              | 1/8 de finale     | 1/8 de finale    |
| Villefranche XIII Aveyron    | 1/8 de finale     | 1/8 de finale    |
| R.C. Lescure-Arthès          | 1/8 de finale     | 1/8 de finale    |
| R.C. Carpentras              | 1/8 de finale     | 1er tour         |
| R.C. Salon XIII              | 1er tour          | 1/8 de finale    |
| Ille XIII                    | 1er tour          | 1/8 de finale    |
| Tonneins Lot et Garonne XIII | 1er tour          | 1er tour         |
| Palau Broncos XIII           | 1er tour          | 1er tour         |